# Córki dancingu
Córki dancingu (Engels: The Lure) is een Poolse film uit 2015, geregisseerd door Agnieszka Smoczyńska. De film ging in première op 25 december in Polen en kreeg zijn internationale première op het Sundance Film Festival 2016 in de World Cinema Dramatic Competition.

## Verhaal
Op een donkere nacht komt een stel muzikanten aan de rand van het water twee zeemeerminnen tegen. De klaarblijkelijk lieftallige zeemeerminnen Zilver en Goud wordt aangeboden om zich als zangeressen annex strippers bij een muziekband aan te sluiten die optreedt in de nachtclub van Warschau. De zussen spreken met elkaar af dat dit een tijdelijk avontuur is. Verliefd worden zou om zou hun  gemeenschappelijke droom dwarsbomen om naar de Verenigde Staten te zwemmen.
Wanneer Zilver verliefd wordt op Mietek, de bassist van de band, en een romantische affaire met hem probeert te krijgen, wordt haar zus Goud jaloers en krijgt problemen om haar bloeddorstige natuur te verbergen.    Mietek voelt daarentegen aanvankelijk niets voor een relatie met Zilver. Hij ziet haar als vis, niet als mens. Ten einde raad besluit Zilver daarom haar staart te laten amputeren, hoewel ze weet dat ze daarmee haar zangstem zal verliezen. Na de operatie, waarin ze twee permanente benen heeft gekregen, lijkt het of ze Mietek eindelijk voor zich gewonnen heeft. De eerste vrijpartij met Mietek en haar nieuwe onderlichaam loopt echter uit op een deceptie.
Enige tijd later trouwt Mietek met een dame die hij elders ontmoet heeft. Dat is slecht nieuws voor Zilver: wanneer de geliefde van een zeemeermin met een ander trouwt en de nacht overleeft, verandert een zeemeermin in zeeschuim. Goud instrueert haar zus tijdens de bruiloft, een groot bootfeest dat de hele nacht doorgaat, om Mietek op te eten vóór de nacht voorbij is. Zilver kan het doden van haar grote liefde echter niet over haar hart verkrijgen, en omhelst Mietek nog eenmaal, vlak voor het ochtendgloren. Wanneer Goud haar zus in schuim ziet veranderen, vliegt ze Mietek naar de keel, en vlucht ze vervolgens de zee in.

## Rolverdeling
| Acteur              | Personage |
| ------------------- | --------- |
| Marta Mazurek       |           |
| Michalina Olszańska |           |
| Jakub Gierszał      |           |
| Kinga Preis         |           |
| Andrzej Konopka     |           |
| Zygmunt Malanowicz  |           |